# Oxyaena lupina
Oxyaena lupina Cope, 1874 era uma espécie do gênero Oxyaena, da família dos Oxyaenidae.

## Etimologia
Latim lupina, de lupus, "lobo".